# Leo Harju
Leo Harju, född 4 januari 2004, är en svensk skådespelare.

## Biografi
Leo Harju har bland annat medverkat i TV-serierna A life's Worth och En mot en. Han har även medverkat i kortfilmen Trap. I SVT-produktionen Bara sex som kretsar det unga paret Cesar och Miriam där han spelar en av huvudrollerna, Cesar.

## Filmografi (i urval)
- 2022 – En mot en (TV-serie)
- 2024–2025 – Bara sex (TV-serie)